# Peter Arens (Historiker)
Peter Arens (* 12. Juni 1961 in Gerolstein) ist ein deutscher Historiker, Autor und Fernsehproduzent. Er hat an der Dokumentationsreihe Die Deutschen mitgearbeitet und Bücher zu Themen wie der Völkerwanderung oder der deutschen Geschichte verfasst.

## Leben
Peter Arens studierte an den Universitäten in Mainz und Toulouse Germanistik, Romanistik, Politologie und Französisch. Neben seinem Studium arbeitete er als freier Mitarbeiter für verschiedene Tageszeitungen in Deutschland und Frankreich.
1988 begann er als Volontär seine Karriere beim ZDF. Von 1997 bis 2005 war er Leiter der Redaktion Geschichte und Gesellschaft beim ZDF. Von 2001 bis 2003 war er außerdem Geschäftsführer bei doc.station einem Tochterunternehmen des ZDF. 2003 übernahm er zusätzlich die Projektleitung der ZDF-Kulturshow Unsere Besten. Von Januar 2006 bis März 2017 leitete er dann die Hauptredaktion Kultur und Wissenschaft. Seit 2007 ist Peter Arens außerdem Lehrender im Studiengang „Bildungs- und Wissenschaftsfilm“ an der Filmakademie Baden-Württemberg in Ludwigsburg. Seit April 2017 ist er Leiter der Hauptredaktion Geschichte und Wissenschaft.
Peter Arens ist mit der Journalistin Barbara Hahlweg verheiratet und hat mit ihr drei Töchter.

## Publikationen
Peter Arens hat folgende Bücher verfasst:
- Die Deutschland Saga (mit Stefan Brauburger, Buch zur Dokumentationsreihe im ZDF)
- Die Deutschen (mit Stefan Brauburger und Guido Knopp, Buch zur Dokumentationsreihe im ZDF)
- Sturm über Europa – die Völkerwanderung
- Frauen, die Geschichte machten (mit Stefan Brauburger, ebenfalls auch als Dokumentation im ZDF)
- Unsere Besten – Die 100 größten Deutschen (mit Guido Knopp, Buch zur Kulturshow Unsere Besten im ZDF)
- Kampf um Germanien – die Schlacht im Teutoburger Wald
- Der Weg aus der Finsternis – Europa im Mittelalter[3]
- Der heilige Krieg – Mohammed, die Kreuzritter und der 11. September (mit Stefan Brauberger und Guido Knopp)[4]

## Fernsehen

### Arbeit beim ZDF
Peter Arens hat zu vielen Fernsehproduktionen des ZDF zum Thema Kultur und Geschichte beigetragen. Sein bekanntestes Werk ist die Dokumentationsreihe Die Deutschen, die er mit Guido Knopp und Stefan Brauburger erarbeitete und auch ein dazugehöriges Buch veröffentlichte. Außerdem arbeitete er an den Dokumentationen Die Deutschland-Saga, Frauen, die Geschichte machten und Unsere Besten mit, zu denen er jeweils auch ein Buch veröffentlichte.

### Auszeichnungen
Peter Arens erhielt den Deutschen Kamerapreis und den Deutschen Wirtschaftsfilmpreis für die Dokumentation Von Geishas und Gameboys – Japan im Umbruch. Außerdem wurde er für den Deutschen Filmpreis für Infotainment nominiert.